# Crisol

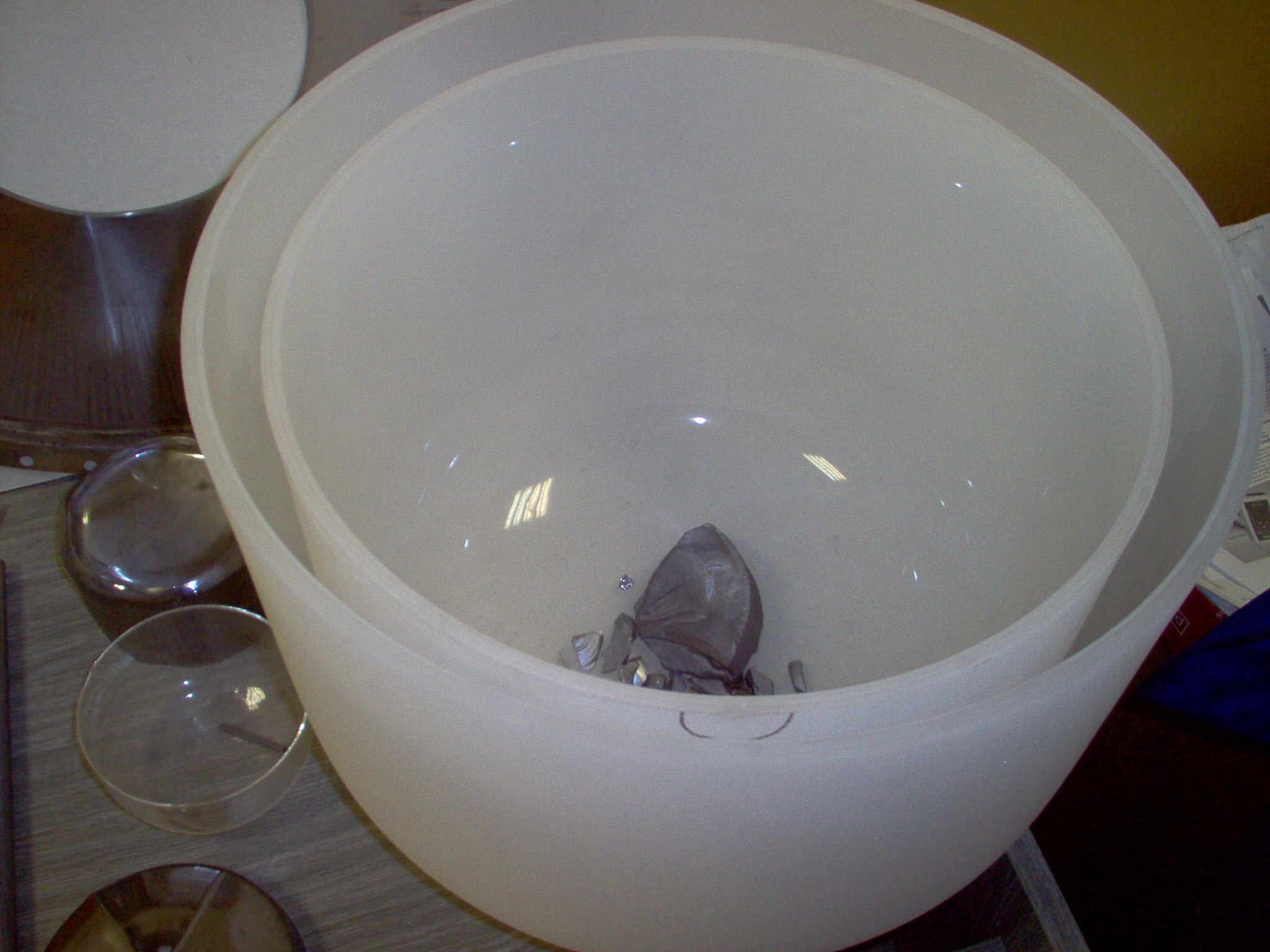
Crisol empleado en el método de Czochralski.

El crisol es una cavidad en los hornos que recibe el metal fundido. Se trata de un recipiente habitualmente hecho de grafito con cierto contenido de arcilla y que puede soportar elementos a altas temperaturas, ya sea el oro derretido o cualquier otro metal, generalmente a más de 500 °C. Algunos crisoles soportan temperaturas que superan los 1500 °C. También se denomina así a un recipiente de laboratorio resistente al fuego utilizado para fundir sustancias y utilizado en los análisis gravimétricos.

## Descripción

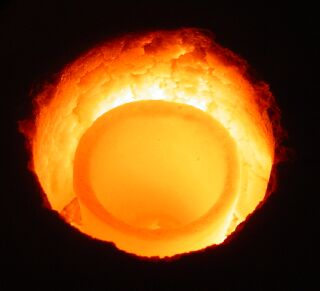
Fundición de oro en un crisol de grafito

Uno de los usos más primitivos del crisol fue la elaboración y obtención del platino para hacer metales acrisolados. Más recientemente, metales como el níquel y el circonio se han empleado en el crisol. Los metales acrisolados se elaboran o se trabajan a altas temperaturas para ser incluidos en una especie de molde. Los moldes permiten que los gases se expandan y se liberen durante su enfriamiento. Los moldes se pueden fabricar de muchas formas y de varios tamaños, pero rara vez de tamaños menores de 10–15 milímetros; en estos casos suelen ser de porcelana.[cita requerida]
Un crisol es igualmente un contenedor en el que un metal se funde, por regla general a temperaturas por encima de los 500 °C. Estos crisoles se elaboran a menudo de grafito con barro como ligazón entre los materiales. Estos crisoles son muy durables y resistentes a temperaturas por encima de los 1600 °C. Un crisol suele colocarse de forma habitual en un horno y cuando el metal se ha fundido se vierte en un molde. Algunos hornos (generalmente los de inducción o eléctricos) tienen embebidos los crisoles. Entre los más antiguos en España pueden mencionarse los fabricados en Pereruela y empleados en la Fábrica Nacional de Moneda y Timbre, así como los producidos para los plateros de Salamanca, Ciudad Rodrigo y Sevilla.

## Empleo en análisis químicos

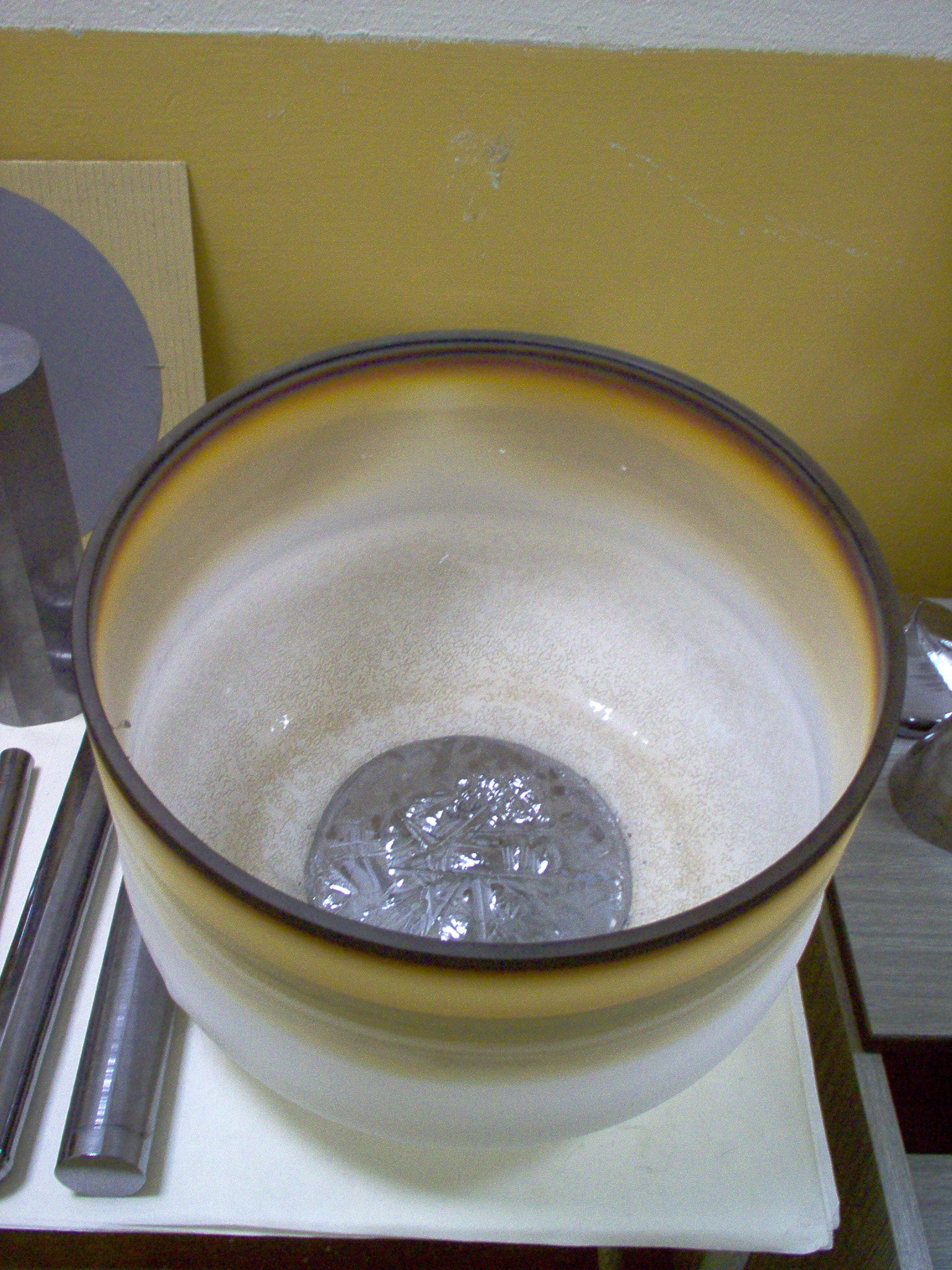
Crisol de cerámica, tras haberse usado.

En el área de los análisis químicos los crisoles se emplean en las determinaciones gravimétricas cuantitativas (análisis midiendo la masa de la sustancia a analizar). Con los crisoles más comunes un residuo o precipitado resultante de un método de análisis puede ser recolectado y filtrado con algún elemento o solución libre de cenizas, como puede ser un filtro de papel. El crisol y el elemento se pre-pesan con mucha precisión en una analítica gravimétrica. Tras haber lavado y secado el residuo en el papel de filtro se introduce en el horno (caliente a una muy alta temperatura) hasta que todas las sustancias volátiles y humedad se han eliminado por completo de la muestra. El filtro de papel se quemará por completo, sin dejar rastro alguno. Finalmente, tanto el crisol como la muestra se dejan enfriar en un desecador. Tanto el crisol como la muestra se someten a otro análisis gravimétrico en una balanza y se determina el peso de ambos precisamente a temperatura ambiente (si se pesara a temperaturas altas las corrientes de aire provocadas por la convección del aire podría falsificar las medidas y dar resultados poco precisos). La masa del crisol, medida con antelación, es sustraída y el resultante es la masa de la muestra una vez secada en el crisol.[cita requerida]
Los crisoles que poseen pequeñas perforaciones en su parte inferior (o fondo) se diseñan específicamente para ser empleados en la filtración, en especial en los análisis gravimétricos tal y como se ha descrito anteriormente, en estos casos este diseño especial se denomina crisol gooch en honor de su inventor: Frank Austen Gooch.[cita requerida]
Para poder realizar medidas completamente precisas es necesario que se laven las manos y que estas estén libre de polvo o suciedad que se pueda adherir al crisol, ya que este evento podría falsificar las medidas gravimétricas. Los crisoles de porcelana son higroscópicos, es decir que absorben una cierta cantidad de humedad del aire. Por esta razón, tanto el crisol de porcelana como la muestra son precalentados antes de ser calibrados en peso. De esta forma se determina correctamente el peso del crisol y de la muestra sin interferencias. En algunos casos se realizan dos o varias operaciones de este tipo para saber que no hay problemas con la medida gravimétrica y que está completamente seca.[cita requerida]

## Empleo en el análisis de cenizas
Dentro del área del análisis químico los crisoles se emplean también en el análisis cuantitativo de la medida de la masa (análisis gravimétricos) de las cenizas.[cita requerida]